# Saison 4 d'Animal Kingdom
 (août 2019).
Si vous disposez d'ouvrages ou d'articles de référence ou si vous connaissez des sites web de qualité traitant du thème abordé ici, merci de compléter l'article en donnant les références utiles à sa vérifiabilité et en les liant à la section « Notes et références ».
Chronologie
Saison 3 Saison 5
Cet article présente le guide des épisodes de la quatrième saison de la série télévisée américaine Animal Kingdom.

## Généralités
- Aux États-Unis, la saison est diffusée depuis le 28 mai 2019 sur TNT.
- Au Canada, la saison est diffusée en simultané sur Bravo!.

## Distribution

### Acteurs principaux
- Ellen Barkin (VF : Blanche Ravalec ; VQ : Claudine Chatel) : Janine « Smurf » Cody
- Shawn Hatosy (VF : Olivier Augrond ; VQ : Hugolin Chevrette) : Andrew « Pope » Cody
- Ben Robson (en) (VF : Félicien Juttner ; VQ : Adrien Bletton) : Craig Cody
- Jake Weary (VF : Eilias Changuel ; VQ : Maël Davan-Soulas) : Deran Cody
- Finn Cole (VF : Julien Bouanich ; VQ : Alexandre Bacon) : Joshua « J » Cody
- Sohvi Rodriguez (VF : Pauline Ziadé) : Mia Benitez

### Acteurs récurrents
- Dichen Lachman (VF : Laure Sagols) : Frankie
- Emily Deschanel : Angela
- Spencer Treat Clark (VF : Benjamin Egner) : Adrian Dolan
- Gil Birmingham (VF : Bruno Abraham-Kremer) : Pearce
- Rey Gallegos (VF : Jean-Marc Charrier) : Pedro « Pete » Trujillo
- Kelli Berglund : Olivia
- Christina Ochoa (VF : Célia Rosich) : Renn Randall
- Jon Beavers : Jake
- Grant Harvey : Colin
- Rigo Sanchez : Manny
- David DeSantos : Dennis Livengood
- Vinny Chhibber : Rahul
- Eddie Ramos : Tupi
- Joseph Morgan : Jed

## Épisodes

### Épisode 1:Janine
- États-Unis /  Canada : 28 mai 2019 sur TNT[1] / Bravo!

- États-Unis : 1,35 million de téléspectateurs[2] (première diffusion)

### Épisode 2:Angela
- États-Unis /  Canada : 4 juin 2019 sur TNT / Bravo!

- États-Unis : 1,096 million de téléspectateurs[3] (première diffusion)

### Épisode 3:L'homme contre le rocher
- États-Unis /  Canada : 11 juin 2019 sur TNT / Bravo!

- États-Unis : 1,18 million de téléspectateurs (première diffusion)

### Épisode 4:Tank
- États-Unis /  Canada : 18 juin 2019 sur TNT / Bravo!

- États-Unis : 1,19 million de téléspectateurs (première diffusion)

### Épisode 5:Bénéfices nets
- États-Unis /  Canada : 25 juin 2019 sur TNT / Bravo!

- États-Unis : 1,01 million de téléspectateurs (première diffusion)

### Épisode 6:Méfiances
- États-Unis /  Canada : 2 juillet 2019 sur TNT / Bravo!

- États-Unis : 1,12 million de téléspectateurs (première diffusion)